# Leptodictyum humile
Leptodictyum humile är en bladmossart som beskrevs av Ryszard Ochyra 1981. Leptodictyum humile ingår i släktet Leptodictyum och familjen Amblystegiaceae. Inga underarter finns listade i Catalogue of Life.